# Rafael (ärkeängel)

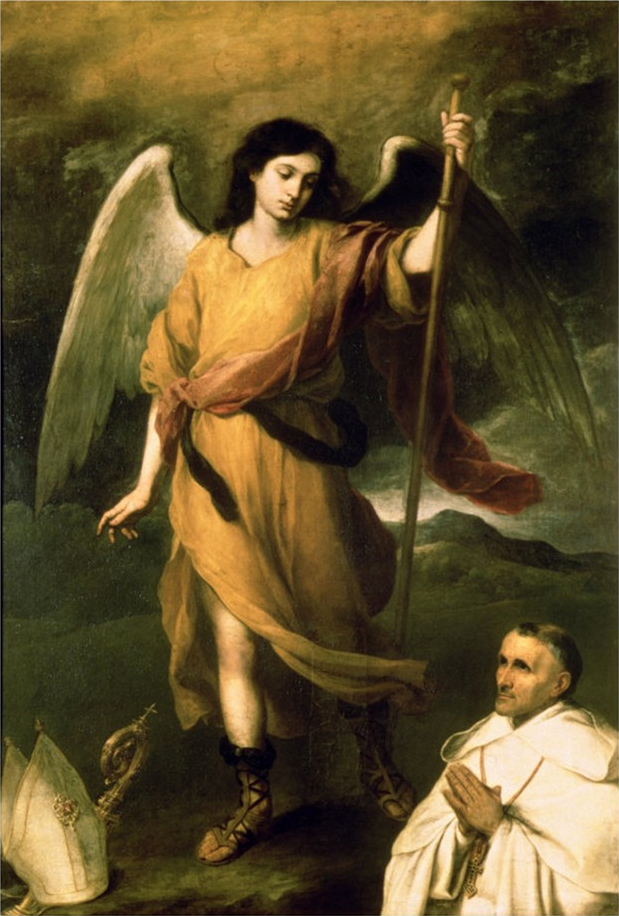
Rafael och biskop Domonte, målning av Bartolomé Esteban Murillo.

Rafael (hebreiska: רָפָאֵל, Rāp̄āʾēl, arabiska: رافائيل, Rāfāʾīl, engelska: Raphael) är i judisk, 
kristen och
muslimsk tradition en ärkeängel, och omnämns i både Tobits bok och Henoks bok. Hans namn kan tolkas på flera sätt, men handlar om hans roll som ärkeängel, att hela med Guds hjälp.
Tillsammans med ärkeänglarna Mikael och Gabriel firas han i katolska kyrkan och anglikanska kyrkan den 29 september.
I islam kallas Rafael Israfil och är den ärkeängel som kommer att blåsa i hornet som signal på att domedagen kommit. Han nämns inte i Koranen, utan källan till hans betydelse finns i Hadith.

## Tobits bok
Tobits bok är apokryfisk för lutherdomen, men ingår i den gammaltestamentliga kanon för romersk-katolska kyrkan och östortodoxa kyrkan. I Tobits bok berättas att Rafael sändes ut från Guds härlighet för att ge bot till den blinde Tobit och Sara som förföljs av en demon. Han uppträder först i mänsklig gestalt, inför Tobias, Tobits son, och säger att han är en israelit och arbetssökare. Han presenterar sig som Asarja, Hananjas son, och följer Tobias till Medien som vägvisare. Under färden dit lär Rafael Tobias hur man botar ögonsjukdomar. När de kommer till Medien uppmanar Rafael Tobias att ta sin släkting Sara till hustru. Tobias vill först inte gifta sig med henne, eftersom hon redan blivit gift sju gånger, och en demon av svartsjuka dödat alla makar på bröllopsnatten. Han övertalas dock därtill av Rafael, och blir gift med Sara. Efter bröllopsfesten följer Rafael brudföljet tillbaka till Tobias hem, och ger honom råd om hur han skall bota faderns blindhet. Sedan Tobit blivit frisk avslöjar Rafael vem han är. Han berättar att han burit deras böner till Herrens härlighet, och att han är en av de sju änglar som står beredda hos Herren och har företräde inför honom.

## Henoks bok
I Henoks bok omnämns Rafael som en av sju änglar och beskrivs som ”människoandarnas ängel” (20:3). I Enoks bok framgår det hur Gud ber Rafael att binda demonen Asasel: ”Och åter sade Herren till Rafael: Bind Asasel till händer och fötter och kasta honom i mörkret. Gör en öppning i den öken, som är i Dudael, och förflytta honom dit. Och lägg på honom ohuggna och kantiga stenar och betäck honom med mörker, att han må stanna där för alltid, och öfverhölj hans ansikte, så att han icke skådar ljuset. Och på domens stora dag skall han kastas i eldsjön.” (10:4-6)
Henoks vittnesmål omnämns i Judasbrevet (14-16) som ingår i Nya testamentet, Rafael nämns dock inte. Henoks bok är en del av Etiopiska kyrkan och Eritreanska kyrkans bibel.[källa behövs]